# 3308 Ferreri
A 3308 Ferreri (ideiglenes jelöléssel 1981 EP) a Naprendszer kisbolygóövében található aszteroida. Henri Debehogne,  Giovanni de Sanctis fedezte fel 1981. március 1-jén.